# Дороганівка
Дорога́нівка — село в Україні, у Солонянській селищній територіальній громаді Дніпровського району Дніпропетровської області. Населення станом на 2021 рік — 52 мешканці.

## Географія
Село Дороганівка знаходиться на відстані 0,5 км від села Василівка. По селу протікає висихний струмок з загатою. Поруч проходить автомобільна дорога Н08.

## Населення

### Мова
Розподіл населення за рідною мовою за даними перепису 2001 року:
| Мова                | Відсоток |
| ------------------- | -------- |
| українська          | 90,7 %   |
| російська           | 7 %      |
| інші/не визначилися | 2,3 %    |